# Геннадій Орбу (молдовський футболіст)
Геннадій Орбу (рум. Ghenadie Orbu, нар. 8 липня 1982, Кишинів, Молдавська РСР, СРСР) — молдовський футболіст.

## Біографія
Після короткого періоду проведеного в «Інтерспорті», Геннадій Орбу в 2001 році перебирається в «Дачію». На даний момент є старожилом команди, захищаючи честь і гідність «жовтих вовків» протягом 10 сезонів. У сезоні 2010/2011 років став найкращим бомбардиром команди, забивши в 37 матчах 22 м'ячі. На його рахунку пам'ятний гол у ворота німецького «Шальке-04», який відбувся в 2003 році в рамках Кубка Інтертото. Знаходиться в розширеному списку тренера збірної Молдови Габі Балинта.
У Дачії з 2001 року

## Досягнення
- Чемпіон Молдови (1):

«Дачія»: 2010/11
- Володар Суперкубка Молдови (1):

«Дачія»: 2011
- Срібний призер чемпіонату Молдови (4):

«Дачія»: 2007/2008, 2008/2009, 2011/2012, 2012/2013.
- Фіналіст кубку Молдови (3):

«Дачія»: 2004/2005, 2008/2009, 2009/2010.
- Бронзовий призер чемпіонату Молдови (1):

«Дачія»: 2004/2005.
- Володар кубку Президента Туркменістану (1):

«Дачія»: 2006.